# Wilhelm von Tegetthoff
Wilhelm von Tegetthoff (23. prosince 1827 Maribor/Marburg – 7. dubna 1871 Vídeň) byl rakouský admirál, jeden z nejvýznamnějších velitelů v historii rakouského námořnictva. Během druhé šlesvické války v roce 1864 velel flotě v Severním moři a během rakousko-pruské války v roce 1866 jej nejvíce proslavilo vítězství nad výrazně silnější italskou flotou v bitvě u Visu v roce 1866.
Někteří rakouští historici ho považují za jednoho z nejschopnějších námořních důstojníků 19. století díky jeho taktické vynalézavosti, velení a inspirativnímu vedení.

## Život
V roce 1840 nastoupil na školu námořních kadetů v Benátkách. Školu úspěšně dokončil v roce 1845. K jeho prvnímu jmenování řádným velitelem lodi (Elisabeth) došlo v roce 1854. O čtyři roky později (1858) vedl výzkumnou (tj. špionážní) expedici napříč Egyptem a pak okolo budovaného Suezského průplavu a po pobřeží Rudého moře.
9. května 1864 vedl prusko-rakouské uskupení proti dánské flotě v nerozhodné bitvě u Helgolandu, což mu vyneslo hodnost kontradmirála, čímž se zařadil mezi nejmladší vlajkové důstojníky historie. Poté byl jmenován velitelem Levantské eskadry.

### Prusko-rakouská válka
Během prusko-rakouské války 20. července 1866 se hlavní síly rakouského námořnictva vedené Tegetthofem střetly u rakouského ostrova Vis s početnější a technicky vyspělejší flotou italského admirála Carla Persana a připravily jí těžkou porážku. Itálie zde ztratila tři lodě, z toho dva nové obrněnce – elitu svého loďstva – a její dosavadní námořní převaha na Jadranu zanikla. Rakouské loďstvo prošlo bitvou beze ztrát. V souvislosti s naprostou demoralizací Italského námořnictva to znamenalo, že Itálie až do konce války nebyla schopna provádět v Jaderském moři žádné vážnější akce. Bitva u Visu byla posledním významným námořním střetnutím, ve které bylo použito taranování (pro Rakušany to představovalo východisko z nouze, neboť jejich zastaralá děla nebyla schopna účinně probíjet pancíř italských bitevních lodí). Tegetthoffovo vítězství ovlivnilo konstrukci bitevních lodí, které byly opatřovány klounem až do začátku první světové války, nicméně čas ukázal, že to byl neodůvodněný krok zpět. Tegetthofův úspěch byl podmíněn neschopností jeho protivníka, nikoliv taranováním, a moderní konstrukce námořních děl odsoudila kloun jako nepotřebný balast zhoršující plavební schopnosti lodi.
Bitva vynesla Tegetthoffovi hodnost viceadmirála a mnohá vyznamenání. Následovala studijní cesta po USA a Evropě. V roce 1867 úspěšně splnil úkol dopravit tělo popraveného mexického císaře Maxmiliána do Rakouska. Na tři roky (1867–1870) se stal velitelem rakousko-uherského loďstva, rezignoval ze zdravotních důvodů.
Tegetthoff zemřel náhle na zápal plic 7. dubna 1871 ve Vídni ve věku 43 let. Jeho hrob se nachází na hřbitově St. Leonhard ve Štýrském Hradci.

## Galerie

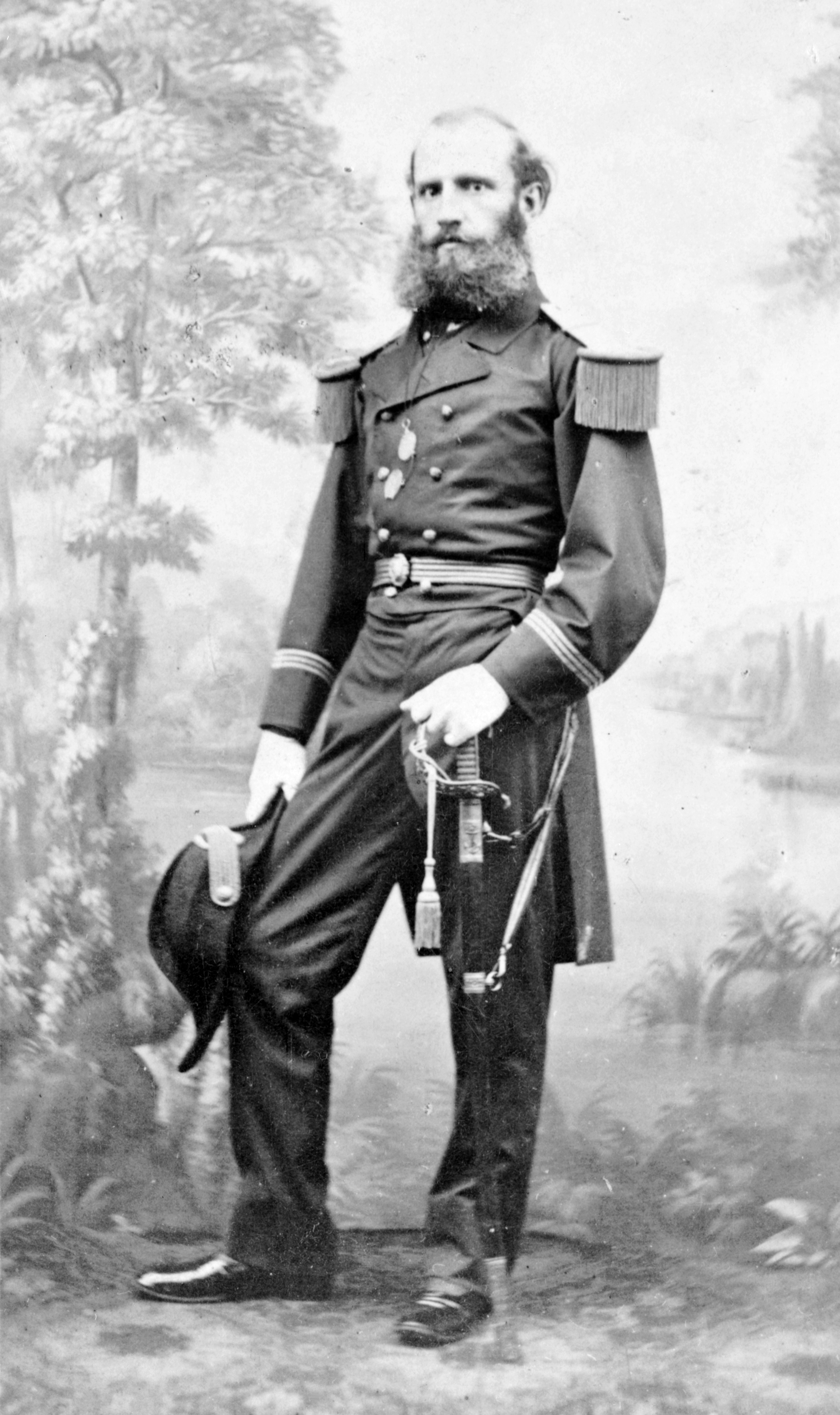
Wilhelm Freiherr von Tegetthoff v roce 1867
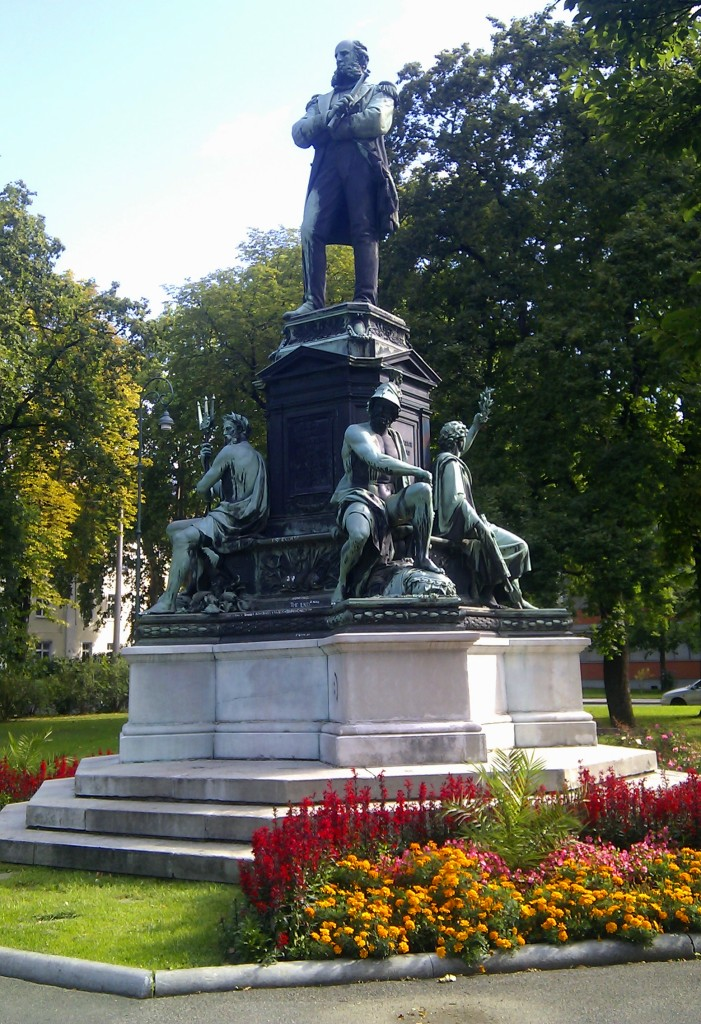
Tegetthoffův pomník ve Štýrském Hradci